# Conformiteitsvereiste
Het conformiteitsvereiste, neergelegd in art. 7:17 BW, houdt in dat de koper een product moet beantwoorden aan de overeenkomst (lid 1). Om te bepalen of dit het geval is, moet niet alleen gelet worden op de mededelingen van de verkoper, maar ook op de aard van de zaak (lid 2). Van aardbeien bijvoorbeeld, kan niet verwacht worden dat zij een half jaar goed blijven, terwijl men het wel erg snel kan vinden, wanneer de fiets na een half jaar al kapot gaat. In het geval van de aardbeien zal de consument niks kunnen beginnen, in het geval van de fiets staan er waarschijnlijk wel mogelijkheden open. Volgens lid 2 van genoemd artikel, mag de koper verwachten dat de zaak die eigenschappen bezit, die voor normaal gebruik nodig zijn en waarvan hij de aanwezigheid niet behoefde te betwijfelen. Om bij het voorbeeld van de fiets te blijven: de koper mag dus verwachten dat de fiets die hij koopt, ook wielen heeft. Als het afgeleverde niet aan de overeenkomst beantwoord, is er sprake van non-conformiteit.

## Gevolgen van non-conformiteit
Als het afgeleverde niet aan de overeenkomst beantwoord, is er dus sprake van non-conformiteit en kan de koper de aflevering van het ontbrekende vragen, herstel als de koper hieraan redelijkerwijs kan voldoen, of vervanging van de afgeleverde zaak, tenzij de afwijking van het overeengekomene te gering is om dit te rechtvaardigen, dan wel de zaak na het tijdstip dat de koper redelijkerwijze met ongedaanmaking rekening moet houden, teniet of achteruit is gegaan doordat hij niet als een zorgvuldig schuldenaar voor het behoud ervan heeft gezorgd. Kosten hiervan zijn voor de verkoper (lid 2). Bij een consumentenkoop is de consument extra beschermd. In dat geval kan hij herstel of vervanging alleen niet vragen als onmogelijk is, of niet van de verkoper gevergd kan worden. Wanneer dit niet gevergd kan worden, blijkt uit lid 5: Herstel of vervanging kan bij een consumentenkoop van de verkoper niet gevergd worden indien de kosten daarvan in geen verhouding staan tot de kosten van uitoefening van een ander recht of een andere vordering die de koper toekomt, gelet op de waarde van de zaak indien zij aan de overeenkomst zou beantwoorden, de mate van afwijking van het overeengekomene en de vraag of de uitoefening van een ander recht of een andere vordering geen ernstige overlast voor de koper veroorzaakt.
Als herstel of vervanging niet van de verkoper gevergd kan worden, heeft de consument twee andere opties: hij kan de overeenkomst ontbinden, tenzij de afwijking, gezien de geringe omvang, de ontbinding met de gevolgen daarvan niet rechtvaardigt. Ook kan de consument er in dat geval voor kiezen om de prijs te verminderen (art. 7:22 BW). Als de verkoper in geval van een consumentenkoop door de koper is aangemaand en niet binnen een redelijke termijn voor herstel zorgt, mag de koper het afgeleverde ook bij een ander laten herstellen. De kosten hiervan kan hij op de verkoper verhalen.